# Selenidera
Selenidera – rodzaj ptaków z podrodziny tukanów (Ramphastinae) w rodzinie tukanowatych (Ramphastidae).

## Zasięg występowania
Rodzaj obejmuje gatunki występujące w Ameryce Centralnej i Południowej. U przedstawicieli tego rodzaju występuje dymorfizm płciowy w upierzeniu – elementy brązowe u samic w przypadku samców są czarne.

## Morfologia
Długość ciała 32–38 cm; masa ciała 129–245 g.

## Systematyka

### Etymologia
- Selenidera: gr. σεληνη selēnē „księżyc”; δειρη deirē lub δερα dera „szyja, gardło, obroża”[7].
- Piperivorus: epitet gatunkowy Ramphastos piperivorus Linnaeus, 1766; nowołac. piperivorus „pieprzojad”, od łac. piper, piperis „pieprz”; -vorus „jedzenie”, od vorare „pożerać”[8]. Gatunek typowy: Ramphastos piperivorus Linnaeus, 1766.
- Ramphastoides: rodzaj Ramphastos Linnaeus, 1758 (tukan); gr. -οιδης -oidēs „przypominający”[9]. Gatunek typowy: Selenidera spectabilis Cassin, 1858.

### Podział systematyczny
Do rodzaju należą następujące gatunki:
- Selenidera spectabilis Cassin, 1858 – tukanik złotouchy
- Selenidera piperivora (Linnaeus, 1758) – tukanik gujański
- Selenidera nattereri (Gould, 1835) – tukanik żółtolicy
- Selenidera reinwardtii (Wagler, 1827) – tukanik czarnopierśny
- Selenidera gouldii (Natterer, 1837) – tukanik brazylijski
- Selenidera maculirostris (M.H.C. Lichtenstein, 1823) – tukanik plamodzioby